# Helena Forsberg
Helena Forsberg, född 1941 i Norrköping är en svensk konstnär.
Forsberg studerade vid Konstfackskolan i Stockholm 1963-1967 och vid Rietveldacademie i Amsterdam 1967-1968.
Bland hennes offentliga arbeten märks utsmyckningen för Mosstorpsskolan i Skärblacka.
Forsberg är representerad vid Norrköpings konstmuseum, Östergötlands museum, Jönköpings läns museum, Mjölby kommun, Långvårdskliniken i Eksjö, Sjukhuset i Linköping, Skene lasarett, Degerskolan i Norrköping, Förskoleseminariet i Norrköping, Folkets hus föreningarna och Sveriges Radio i Norrköping.